# Sergio Iturriaga
Sergio Andrés Iturriaga Delgado (né le 3 août 1974 à Concepción) est un cavalier chilien de concours complet.

## Carrière
Sergio Iturriaga est membre de l'armée chilienne.
Sergio Iturriaga participe d'abord aux Jeux panaméricains de 2007. La sixième place du Chili dans l'épreuve par équipes lui permet d'obtenir une qualification individuelle décidée par le classement FEI aux Jeux olympiques d'été de 2008 à Pékin, où il est éliminé des épreuves de saut d'obstacles et de cross-country et eut 60% à l'épreuve de dressage.
Il est à nouveau présent aux Jeux panaméricains de 2011, où il est 11e de l'épreuve individuelle et 6e de l'épreuve par équipes.
Aux Jeux panaméricains de 2015, il est 19e de l'épreuve individuelle et 6e de l'épreuve par équipes.
il est champion du Chili de concours complet en 2014 et en 2018.